# KCTY (Kansas City)
KCTY là một đài truyền hình ở Kansas City, Missouri, Hoa Kỳ. KCTY phát sóng trên channel 25 tần số cực cao (UHF) từ ngày 6 tháng 6 năm 1953 đến ngày 28 tháng 2 năm 1954. Đây là đài truyền hình thứ hai bắt đầu phát sóng ở khu vực Kansas City, sau WDAF-TV. KCTY là một chi nhánh của DuMont Television Network, dù ban đầu KCTY thuộc sở hữu của công ty Empire Coil, công ty đã đi tiên phong trong lĩnh vực truyền hình UHF. DuMont đã mua lại KCTY vào cuối năm 1953. Trường quay truyền hình cho KCTY được đặt tại khách sạn Pickwick ở trung tâm thành phố Kansas City, Missouri; máy phát được đặt ở một vùng nông thôn mà ngày nay là một phần của Overland Park, Kansas.